# Eptesicus bottae
Eptesicus bottae é uma espécie de morcego da família Vespertilionidae. Ocorre na ilha de Rodes, Turquia, Egito, Iêmen, Israel, Jordânia, Iraque,Irã, Cazaquistão, Turcomenistão, Uzbequistão, Quirquistão, Tadjiquistão, Afeganistão, norte do Paquistão, Mongólia e noroeste da China. É encontrado em áreas rochosas e no deserto temperado.

## Taxonomia e etimologia
Foi descrito como uma nova espécie em 1869 pelo naturalista alemão Wilhelm Peters. Peters colocou-o no agora extinto género de morcegos Vesperus com um binômio de V. bottae. O holótipo foi colectado na Península Arábica por Paul-Émile Botta em 1837. Mais tarde, foi determinado que o local exacto do tipo era especificamente no sudoeste do Iêmen. Botta é o epônimo para o nome da espécie "bottae". Em 1878, George Edward Dobson escreveu que ele a considerava sinónimo do morcego serotina, Vesperugo (= Eptesicus) serotinus. Em 1967, foi referida como sua combinação de nome actual, Eptesicus bottae.